# Save (Rwanda)
Pour les articles homonymes, voir Save.
Save est une localité du Rwanda et est l'une des premières missions catholiques au Rwanda.    
Save se situe à quelques kilomètres au nord de la ville de Butare et à l'ouest du district de Gisagara dans la province du Sud. 
Outre une église, plusieurs écoles et un centre de santé y sont établis. 

## Histoire
Les forces allemandes occupent le Rwanda en 1897. En 1899, l'évêque Jean-Joseph Hirth se rend dans ce pays et tente de développer une relation avec le roi Yuhi Musinga. Hirth obtient la permission de fonder les premières missions catholiques au Rwanda à Save, Zaza et Nyundo entre 1900 et 1901. 
La première église du Rwanda, une structure en chaume, est construite à Save en 1900. En 1905, elle est remplacée par un bâtiment en briques.

## Personnalités
- Joseph Sibomana (1915-1999), évêque de Kibungo, est né à Save.

## Sources
- (en) Julius Adekunle, Culture and Customs of Rwanda, Westport, Conn., Greenwood Publishing Group, 2007, 164 p. (ISBN 978-0-313-33177-0, lire en ligne)
- « Gisagara Administrative Map »(Archive.org • Wikiwix • Archive.is • Google • Que faire ?), National Institute of Statistics of Rwanda (consulté le 2 avril 2013)
- Bengt G. M. Sundkler et Christopher Steed, A History of the Church in Africa, Cambridge University Press, 2000, 1232 p. (ISBN 978-0-521-58342-8, lire en ligne), p. 597
- « The Church of the Holy Spirit of Save », Access Rwanda Safaris (consulté le 4 avril 2013), fichier archivé sur archive.is